# 代沃瓦尼奧
代沃瓦尼奧是匈牙利的城鎮，位於該國東部，由貝凱什州負責管轄，面積216.73平方公里，鎮上的天主教教堂建於1908年，2011年人口7,707，其中約四成居民信奉基督教。
47°02′N 20°58′E / 47.033°N 20.967°E